# 双马街道
双马镇，是中华人民共和国湖南省湘潭市岳塘区下辖的一个乡镇级行政单位。

## 行政区划
双马镇下辖以下地区：
马家河社区、新电社区、新站社区、象形村、月华村、法华村、云和村、集体村、向阳农场村、国强村、新华村和建设村。